# Intel·ligència artificial simbòlica
La intel·ligència artificial simbòlica, també anomenada GOFAI (les sigles de Good Old-Fashioned AI) es refereix a la intel·ligència artificial més primitiva, clàssica i simbòlica. La intel·ligència artificial normal, en canvi, engloba programació i robòtica evolucionada. L’objectiu d’aquesta és construir sistemes informàtics útils que substitueixin o ajudin a tasques humanes. L’objectiu de la GOFAI, en canvi, és desenvolupar teories de la ment explicatives.

## Concepte
La GOFAI està basada en la creença que molts aspectes de la intel·ligència es poden aconseguir a partir de manipulació de símbols. També es creu que els ordinadors no només simularan tenir intel·ligència, sinó que l’aconseguiran de veritat. Aquesta hipòtesi va ser realitzada per Allen Newell i Herbert Simon, que van afirmar a la seva hipòtesi del sistema de símbols el 1975 el següent: 
«Todo sistema de símbolos físicos posee los medios necesarios y suficientes para llevar a cabo acciones inteligentes»
El terme va ser per primera vegada emprat per John Haugeland, un professor de filosofiaal seu llibre Intel·ligència Artificial: la idea pura, publicat el 1985.
Una recerca actual en la intel·ligència artificial, el terme és usualment estès a GOFAIR (Good Old Fashioned Artificial Intelligence and Robotics), per reflectir així la importància de raonament simbòlic a la robòtica tradicional.
La metodologia de la GOFAI és la següent: s'utilitzen instruccions programades operant representacions simbòliques. És adequada per la naturalesa binària i serial de l'ordinador digital de Neumann (amb un únic processador central).

## Utilització
Des dels anys 1950 fins als 1980 va ser el tipus d’intel·ligència artificial dominant, encara que no en fos l’única. La funcionalitat a la filosofia de la ment era desenvolupada per aquests programes, i amb màquines imprecises de Turing. Com els símbols matemàtics o els de la lògica, els símbols de la GOFAI (i els seus programes), poden ser considerats estructures purament formals. Així i tot, a la pràctica són normalment interpretats pel seu usuari en termes de contingut semàntic, és a dir, de manera verbal, visual, auditiva… 
Quan un programa de la GOFAI s'inicia, els símbols de diferents tipus i estructurats de múltiples maneres, són representats, emmagatzemats, comparats i transformats. Al sistema de la GOFAI, per tant, intervé la construcció i la transformació d’estructures de dades simbòliques.
La intel·ligència artificial simbòlica intenta resultar un intermedi entre diverses creences:
- La dualitat racional, segons la qual la intel·ligència és independent a un cos biològic, pel que seria possible aplicar-la a altres sistemes cognitius sense necessitar un cervell físic, però també depèn d’una ment, pel que requereix una vida tan avançada que cap planta, màquina o animal en pot tenir.
- El monisme materialista, segons el qual la intel·ligència és només una propietat complexa d’un cos físic, pel que qualsevol cos físic (més enllà dels éssers humans) hi podria accedir, sense necessitat d’un cervell humà real.
- El materialisme computacional, segons el qual la intel·ligència és biològicament independent d’un cos físic (com es pot veure en una part de la dualitat racional) però també és completament independent d’una ment (com es pot veure al monisme materialista). És per aquest motiu que és un principi implementable per un sistema cognitiu sense ment, cervell, vida o cos.
- La intel·ligència és sinònim a racionalitat, processament simbòlic i, per tant, computació.
- El comportament funcional, representat favorablement pel test de Turing.

La conclusió final a partir de la qual es basa la GOFAI, per tant, és que els programes són representacions formals d’estats i que la computació efectiva que s'apropa a la intel·ligència humana és independent de la ment i pot ser implementada per un cos no biològic amb un hardware, els resultats del qual poden ser avaluades per les seves accions.